# Comberton (Cambridgeshire)
Pour les articles homonymes, voir Comberton.
Comberton est une paroisse civile et un village du Cambridgeshire, en Angleterre.